# Крочув-Мнейши
Крочув-Мнейши (пол. Kroczów Mniejszy) — село в Польщі, у гміні Казанув Зволенського повіту Мазовецького воєводства.
Населення — 189 осіб (2011).
У 1975-1998 роках село належало до Радомського воєводства.

## Демографія
Демографічна структура станом на 31 березня 2011 року:
|          | Загалом | Допрацездатний вік | Працездатний вік | Постпрацездатний вік |
| -------- | ------- | ------------------ | ---------------- | -------------------- |
| Чоловіки | 101     | 25                 | 60               | 16                   |
| Жінки    | 88      | 12                 | 46               | 30                   |
| Разом    | 189     | 37                 | 106              | 46                   |